# Jane Shackleton
Pour les articles homonymes, voir Shackleton.
Jane Shackleton, née Edmundson le 30 janvier 1843 à Dublin, et morte le 5 avril 1909 à Lucan, est une pionnière de la photographie irlandaise. Issue d'un milieu privilégié, elle capture des photographies considérées alors comme atypiques de son époque, usant d'une approche de photojournaliste pour mettre en lumière le développement de l'Irlande pendant sa période d'industrialisation.

## Jeunesse
Jane Wigham Edmundson naît le 30 janvier 1843 à Dublin, en Irlande, de Mary (née Wigham) et Joshua Edmundson. Ses parents sont anglo-irlandais. Joshua est propriétaire d'un magasin de bricolage offrant un certain nombre de services, de la quincaillerie à l'ameublement, en passant par l'éclairage au gaz et l'assainissement. Il est descendant de William Edmunson, fondateur de la Société religieuse des amis (quakers) en Irlande. Mary, originaire d'Edimbourg, est la fille de John Wigham. Quand son Joshua meurt en 1848, Mary subvient seule aux besoins de la famille. Elle élève ses cinq enfants et leur apprend à être indépendants.
Le 6 mars 1866, Jane Edmundson épouse Joseph Fisher Shackleton, cousin de l'explorateur polaire Ernest Shackleton. Jane Shackleton commence à s'intéresser au développement industriel et à l'architecture par la famille de son époux, qui exploite des moulins dans les Midlands.

## Carrière
Plutôt aisée, la famille s'installe à la Anna Liffey House dans la banlieue de Dublin de Lucan. La maison, construite vers 1815 dans le style géorgien tardif,, est adaptée au confort moderne, et donne sur les moulins de la famille. Le couple a plusieurs enfants, William (né le 26 mai 1867), Mary (née 4 mars1870), et Chrissie,.
Développant un intérêt pour la photographie au milieu des années 1880, Jane Shackleton devient photographe amateur, prenant d'abord des photographies de sa famille. Dès le début, elle développe ses photographies elle-même. Elle prend plus de 1000 photographies entre 1880 et 1890.

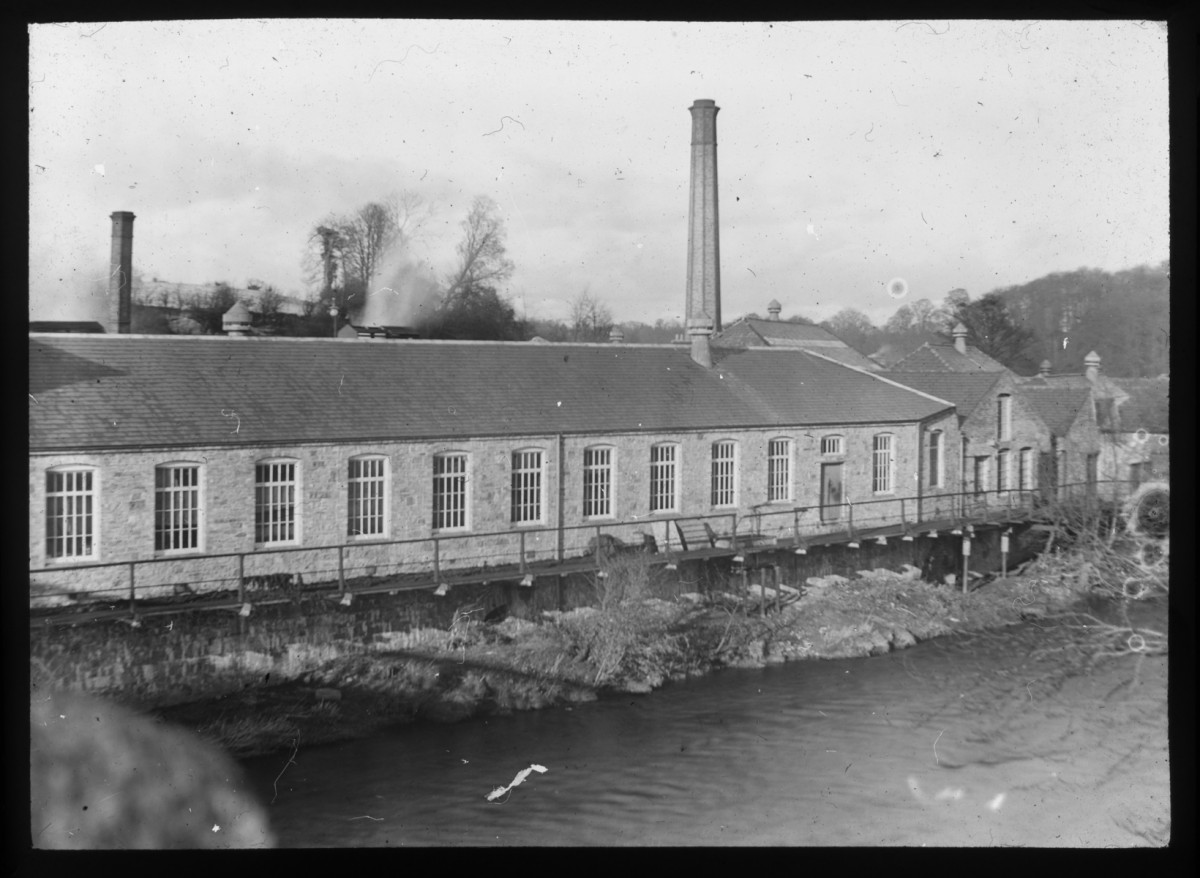
Photographie d'usine par Jane Shackleton, archives The Photo Album of Ireland

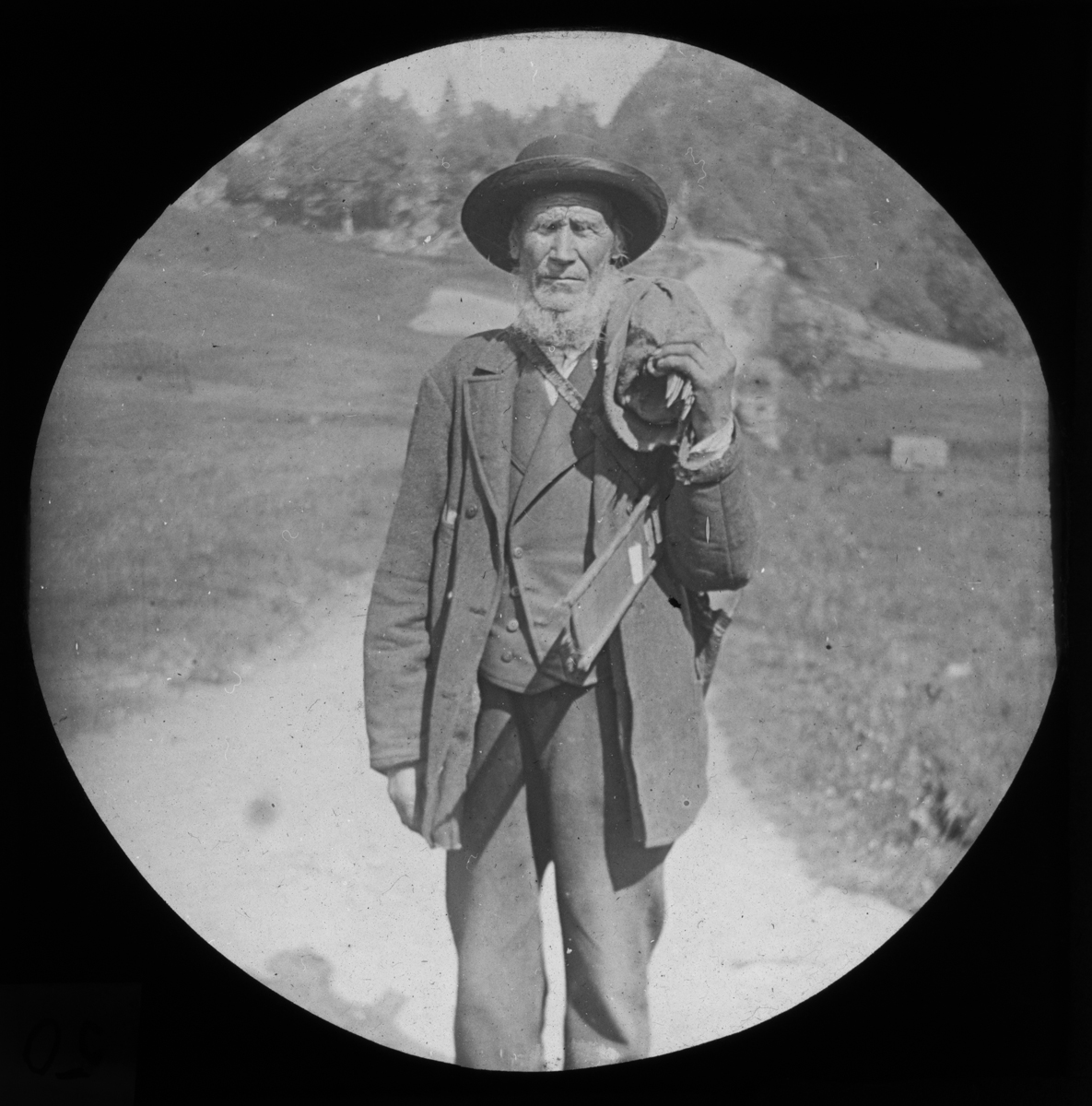
Photographie d'un paysan par Jane Shackleton

De nombreuses photographies reflètent son intérêt pour l'industrialisation de l'Irlande. Certaines ont par exemple comme sujet des canaux ou l'architecture industrielle. Elle porte un fort intérêt aux îles d'Aran, et prend de nombreuses photographies des ouvriers et de la culture de ces îles. Si la majorité des photographes de son temps préfèrent des paysages romantiques et cherchent à en capturer la beauté, Jane Shackleton emploie elle une approche documentaire, similaire au photojournalisme, dans le but de refléter la réalité de la vie quotidienne,. Elle prend pour sujet les moissonneuses, les chemins de fer et les maisons en pierre, voulant transcrire en images la transformation de l'Irlande de société agricole en nation urbaine et industrialisée.
Ses photographies cherchent à capturer les conditions de travail difficiles de la classe ouvrière, en montrant sa pauvreté, l'absence de chaussures adéquates, ainsi que les maisons délabrées dans lesquelles elle vit. La plupart de ses photographies en noir et blanc sont prises sur le vif, et non posées.
Entre 1891 et 1906, Shackelton navigue sur son bateau à moteur, The Pearl, pour remonter le fleuve Shannon et réaliser neuf voyages vers les îles d'Aran, notamment Inis Mór et Inis Meáin. Ses excursions en famille incluent souvent du camping et des pique-nique dans les montagnes de Wicklow.

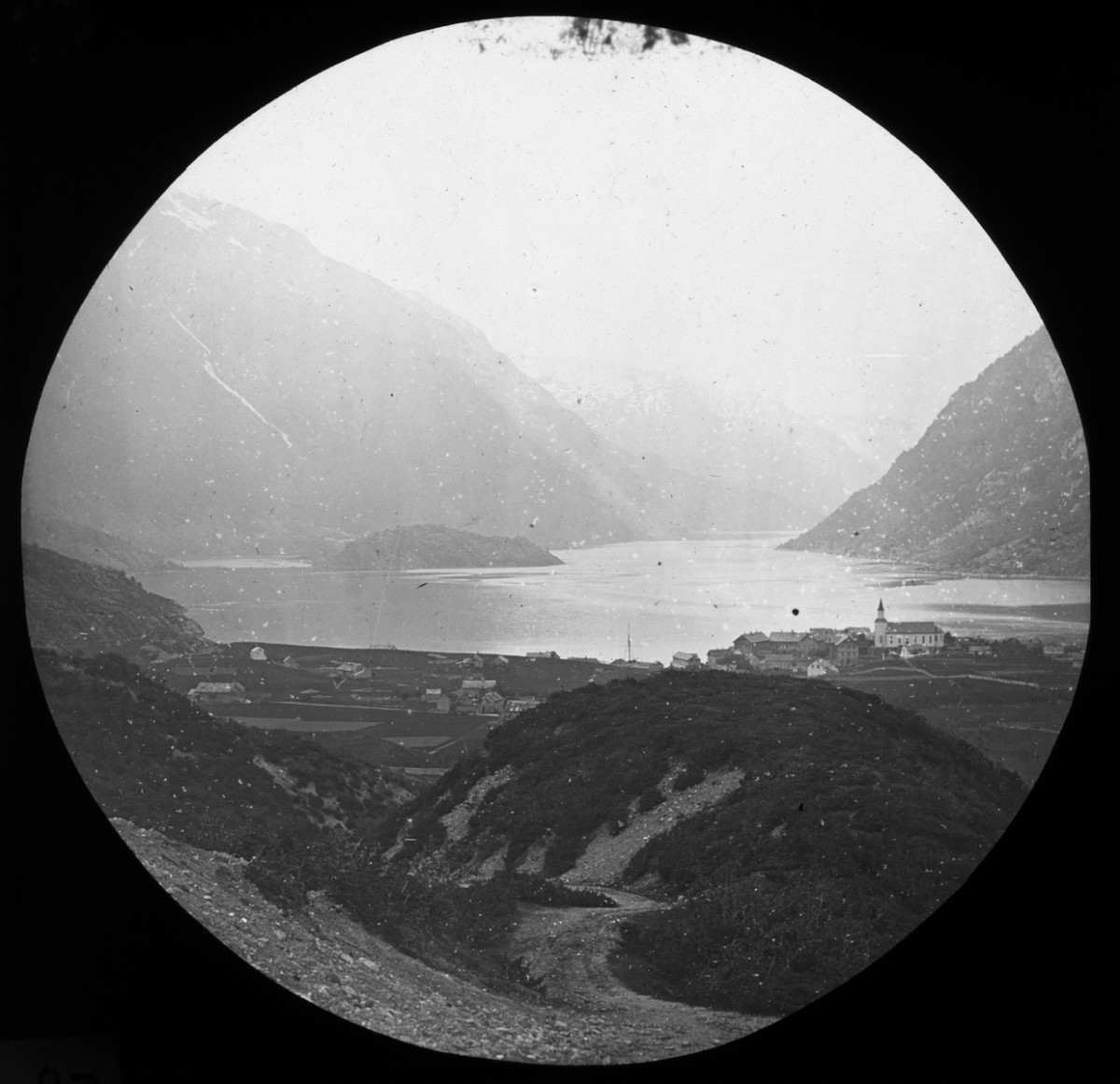
Paysage irlandais par Jane Shackleton

À partir de 1889, Shackleton donne des conférences qu'elle illustre grâce à des lanternes magiques qu'elle développe elle-même. Elle est nommée membre de la Société Royale des Antiquaires d'Irlande en 1892, et réalise de nombreuses excursions en société, documentant les monuments et sites historiques d'Irlande. En 1895, elle voyage avec la Société Royale jusqu'aux îles Inishkea dans le comté de Mayo. Elle visite également Inishmurray et l'île de Clare, autant de voyages qu'elle documente avec ses photographies.

## Mort et héritage
Jane Shackleton meurt le 5 avril 1909 dans sa maison de Lucan,. En 2002, le comté de Fingal achète sa maison et la propriété des Shackleton Mills, restée en activité jusqu'en 1998. Les bâtiments sont classés sur l'inventaire national du patrimoine architectural irlandais comme ensemble d'importance, à cause de leur impact sur le développement écologique, social et technologique du pays. En 2012, les éditions Collins Press publie Jane W Shackleton's Ireland, une collection des photographies de Jane Shackleton rassemblée par Christiaan Corlett, un archéologue du service des monuments nationaux spécialisé en culture irlandaise,,.
En 2013, la bibliothèque publique de Mountmellick, comté de Laois, expose une collection de photographies de Shackleton, et informe qu'elle possède dans ses archives une des plus importantes collections de photographies réalisées par une femme irlandaise. Jonathan Shackleton, arrière-petit-fils de Jane Shackleton et membre de la Société géographique royale de Londres, continue de faire des conférences sur l'importance de l’œuvre de Shackleton dans la préservation du développement culturel de l'Irlande.

### Citations
1. 1 2  Foster 1871, p. 13.
2. 1 2 3 4 5  Casey 2013, p. 38.
3. 1 2 3  McNally 2012.
4. 1 2 3 4 5 6 7  Power 2012.
5. 1 2 3 4 5  Murtagh 2013.
6. ↑  National Inventory of Architectural Heritage 2002.
7. 1 2  Thompson 2015.
8. ↑  Mulhall 2009.
9. 1 2 3  Casey 2013, p. 40.
10. ↑  Delany 2016, p. 18.
11. ↑  Casey 2013, p. 40, 42.
12. ↑  Principal Probate Registry 1909.
13. ↑  Knight 1910, p. 138.
14. 1 2  The Old Athlone Society 2016.